# Buchnera pulcherrima
Buchnera pulcherrima là loài thực vật có hoa thuộc họ Cỏ chổi. Loài này được R.E.Fr. mô tả khoa học đầu tiên năm 1916.